# Giuseppe Valdengo
Giuseppe Valdengo (* 24. Mai 1914 in Turin; † 3. Oktober 2007 in Aosta) war ein italienischer Opernsänger im Stimmfach Bariton.

## Leben
Giuseppe Valdengo absolvierte zunächst eine Ausbildung als Instrumentalsolist. Er studierte am Conservatorio Giuseppe Verdi in Turin im Hauptfach Oboe, weiters Englisch Horn, Klavier und Violoncello. In den Fächern Oboe und Englisch Horn erwarb er auch sein Musiker-Diplom. Auf Anregung des italienischen Komponisten Franco Alfano, des damaligen Direktors des Konservatoriums, ließ Valdengo seine Stimme ausbilden und studierte anschließend Gesang bei Michele Accorinti in Turin.
Nach Abschluss seines Studiums sang Valdengo am Teatro Sperimentale in Alessandria vor, wo er engagiert wurde. Sein Debüt als Opernsänger war 1936 dort in der Rolle des Sharpless in der Oper Madame Butterfly von Giacomo Puccini. Im selben Jahr folgte ein Gastspiel am Teatro Comunale in Bologna als Marcello in der Oper La Bohème. 1936 debütierte er auch am Teatro Regio in Parma als Figaro in Wolfgang Amadeus Mozarts Oper Le nozze di Figaro, weiters trat er dort 1942 als Marcello auf. In Turin sang er kurz vor Ausbruch des Zweiten Weltkrieges erfolgreich in italienischer Sprache den Heerrufer in der romantischen Oper Lohengrin von Richard Wagner.
In der Saison 1938/39 wurde Valdengo nach einem durch den Bassisten Tancredi Pasero vermittelten Vorsingen an die Mailänder Scala verpflichtet. Die Angaben über Valdengos Scala-Debüt sind uneinheitlich. Teilweise wird es noch für die Saison 1938/39 in der Rolle des Besenbinders Peter (Pietro) in der Märchenoper Hänsel und Gretel von Engelbert Humperdinck angegeben. Ab 1941 sind Auftritte Valdengos in den Auftrittsverzeichnissen der Mailänder Scala gesichert nachgewiesen. Danach trat Valdengo erstmals 1941 als Baron Douphol in La Traviata von Giuseppe Verdi auf. In der Saison 1941/42 folgten Auftritte als Franz in Lodoletta von Pietro Mascagni, als Mandarin in Turandot von Giacomo Puccini, als Peter/Pietro in Hänsel und Gretel und als Sharpless in Madama Butterfly. 1943 sang Valdengo erneut wieder den Baron Douphol in La Traviata. Aus Kriegsgründen kam es dann nicht mehr zu weiteren Auftritten. In der Saison 1945/46 setzte Valdengo dann seine Karriere an der Scala wieder fort.
Von 1946 bis 1948 sang Valdengo an der New York City Centre Opera. Dort debütierte er 1946 ebenfalls als Sharpless. Es folgten in der Saison 1946/47 dort weitere Rollen: Tonio in Der Bajazzo, Scarpia in Tosca und Valentin in Margarethe. In der Saison 1947/48 sang er den Marcello, den Escamillo in Carmen, die Titelrolle in Rigoletto und den Germont-père. 1947 sang er an der San Francisco Opera ebenfalls den Valentin in Charles Gounods Margarethe. 
1947 wurde Valdengo an die Metropolitan Opera in New York verpflichtet, deren festes Ensemblemitglied er bis 1954 blieb. Er debütierte dort im Dezember 1947 an der Seite von Licia Albanese und Raoul Jobin mit dem Tonio in Der Bajazzo. Er sang an der Metropolitan Opera insgesamt 17 verschiedene Partien in ungefähr 90 Vorstellungen, hauptsächlich die großen Baritonrollen von Puccini (Marcello, Lescaut) und Verdi (Germont-père, Ford, Amonasro, Paolo Albiani). Weitere Rollen an der MET waren: Conte Almaviva in Le Nozze di Figaro, Figaro in Der Barbier von Sevilla, Enrico Ashton in Lucia di Lammermoor und Belcore in Der Liebestrank. 
Ein Höhepunkt in Valdengos Karriere war ab 1947 die Zusammenarbeit mit dem Dirigenten Arturo Toscanini. Toscanini wählte Valdengo für die Bariton-Partien in den über NBC ausgestrahlten alljährlichen Rundfunkaufführungen aus. 1947 sang Valdengo an der Seite von Ramón Vinay und Herva Nelli den Jago in Verdis Otello. Diese Rolle hatte Toscanini persönlich mit Valdengo einstudiert. 1949 folgte der Amonasro in Aida. 1950 übernahm er die Titelrolle in Falstaff, die er ebenfalls mit Toscanini erarbeitet hatte, an der Seite von Frank Guarrera als Ford.
Nach Ende seines Engagements an der Metropolitan Opera kehrte Valdengo nach Europa zurück und sang an verschiedenen Opernhäusern und bei Festspielen. 1953 trat er an der Mailänder Scala als Manfredo in L'Amore dei tre Re von Italo Montemezzi auf. 1955 sang er an der Scala nochmals den Marcello. 1955 wirkte er beim Glyndebourne Festival mit: in der Titelrolle von Mozarts Don Giovanni und als Raimbaud in Le comte Ory von Gioacchino Rossini. 1961 sang er am Opernhaus von Rom in der Uraufführung der Oper Il Sguardo dal Ponte von Renzo Rossellini.
1962 veröffentlichte Valdengo seine Autobiographie unter dem Titel Ho cantato con Toscanini. 1966 verabschiedete sich Valdengo von der Bühne, gab jedoch weiterhin Konzerte. Valdengo war als Gesangslehrer weiterhin künstlerisch aktiv. Zu seinen Schülern gehörten unter anderem Alessandro Corbelli, Bruno Pratico und Claudius Muth.

## Tondokumente
Das durch Rundfunkaufnahmen, Live-Mitschnitte und Schallplatten überlieferte musikalische Schaffen von Giuseppe Valdengo wurde in den letzten Jahren weitgehend auch auf CD, teilweise in speziellen historischen Dokumentationen, wiederveröffentlicht. Valdengos nicht sehr zahlreiche Schallplattenaufnahmen zeigen eine ausgezeichnete Gesangstechnik, einen intelligenten Gebrauch von Zwischentönen und Farben und eine kunstvolle Phrasierung. Seine Aufnahmen mit Toscanini gelten noch heute als maßstabsetzend.
Unter der Leitung Toscaninis gab Valdengo einen „musikalisch wie gestalterisch ebenbürtigen Widersacher“ zu Vinays Interpretation der Titelrolle.
Bei der Interpretation des Falstaff vermied Valdengo „billige und groteske Übertreibungen“. Es gibt in seiner Interpretation keine „dick aufgetragenen Witze“. Er verkörpert stimmlich einen glaubhaften Liebhaber. Hervorgehoben wurden auch Valdengos ausgezeichnete Diktion und sein ausgeprägtes Gespür für die jeweilige Bühnensituation.